# جزين (حومة بم)
جزین (بالفارسية: جزین) هي قرية تقع في إيران في منطقة مركزية ريفية. يقدر عدد سكانها بـ 436 نسمة بحسب إحصاء 2016.